# Мусульманские издания в СССР
Мусульма́нские изда́ния в СССР — совокупность мусульманской периодики, книг и брошюр, выходивших на территории Советского Союза. Особенностью мусульманской (как и в целом религиозной) печати в СССР было то, что с определенного момента все типографии были под контролем государства. Поэтому вся печать контролировалась властями.
Мусульманская издательская деятельность пережила несколько периодов. В 1920-е годы в СССР издавалось несколько мусульманских периодических изданий. К 1930 году все они перестали выходить. После войны некоторое время (до 1948 года) в СССР выходил «Журнал Духовного управления народов Средней Азии и Казахстана». Следующие 20 лет в СССР не было мусульманской периодики. В 1968 году стал выходить (ориентированный на заграницу) журнал «Мусульмане Советского Востока», который стал единственным периодическим изданием советских мусульман на протяжении следующих 20 лет.
Мусульманское легальное книгоиздание в СССР кратковременно существовало в 1920-е годы — власти разрешили напечатать афтияк (15 тысяч экз.) и брошюру «Вера ислама» (12 тысяч экз.). В 1920-е годы также было нелегальное мусульманское книгоиздание. В послевоенном СССР вновь возникло легальное мусульманское книгоиздание: начали издавать Коран, альбомы и книги о жизни советских мусульман для распространения за рубежом, а также календари. В Перестройку в СССР появилось частное мусульманское книгоиздание, а также хлынул поток мусульманской литературы (в основном на русском языке) из-за рубежа.

## Мусульманская периодика в СССР
В довоенном СССР Центральное духовное управление мусульман духовные органы мусульман в 1920-е годы издавали периодические исламские журналы. Центральное духовное управление мусульман выпускало «Ислам мэджэллэсе», в Темир-Хан-Шуре выходил джадидский «Баян-ул-хакаик», Народное управление религиозными делами мусульман Крыма издавало «Асрий мусульманлыкъ». Все эти издания просуществовали недолго и перестали выходить к 1930 году.
Важным фактором, который влиял на книжную культуру советских мусульман, стала борьба с арабографичной литературой. В начале 1920-х годов арабская графика была распространена в ряде мусульманских местностей СССР. Так, официальное делопроизводство в советском Дагестане до 1927 года велось на арабском языке. В конце 1920-х — 1930-е годы и позднее советские органы изымали у мусульманского населения арабографичную литературу, часть которой уничтожалась, часть поступала в государственные учреждения. Одновременно алфавиты мусульманских народов СССР были переведены сначала на латинскую графику, а затем на кириллицу. Это привело к тому, что даже в тех мусульманских семьях, где сохранялись книги на арабском языке, к концу советского периода порой не было людей, способных их прочитать.
В послевоенном СССР некоторым религиозным организациям было разрешено издание своих журналов. В частности, Русская православная церковь выпускала Журнал Московской патриархии. Конечно, все официальные издания религиозных организаций находились под пристальным вниманием советских государственных органов и их содержание контролировалось властями. Такие издания во многом были ориентированы на зарубежных читателей — показать, что в СССР не притесняют верующих.

## Периодические мусульманские издания в СССР
В СССР выходили следующие мусульманские печатные СМИ:
- «Асрий мусульманлыкъ» («Современное мусульманство»). Журнал, официальный печатный орган Народного управления религиозными делами мусульман Крыма. Первый номер вышел в ноябре 1924 года;
- «Разъяснение истин» («Баян-ул-хакаик»). Журнал на арабском языке. Издавался джадидами в Темир-Хан-Шуре с сентября 1925 года по август 1928 года. Планировался как ежемесячный, но фактически выпускался 1 раз в 3 — 4 месяца тиражом 1000—1050 экз. (за весь период существования журнала вышло всего 12 номеров)[7]. Журнал разъяснял декреты Советской власти, лозунги большевиков, необходимость светских школ. Редактором журнала был Абусуфьян Акаев. Журнал печатался в типолитографии Дагестанского государственного издательства;
- «Ислам мэджэллэсе» («Исламский журнал»). Официальный печатный орган Центрального духовного управления мусульман. В 1926 году переименован в «Ислам»[8]. Выходил с августа 1924 по март 1928 года — всего издано 24 номера[9]. Тираж номера составлял сначала 7 тыс. экземпляров, а потом 4 тыс. экземпляров[10];
- «Дианат». Издавался Башкирским духовным управлением мусульман. Разрешение на издание получено в 1924 году, выход журнала прекратился в 1928 году[11];
- «Журнал Духовного управления народов Средней Азии и Казахстана» (иное название в советских изданиях — «Журнал Средне-Азиатского духовного управления мусульман»). В 1944 году Духовное управление мусульман Средней Азии и Казахстана (САДУМ) обратилось в Совет народных комиссаров Узбекской ССР с просьбой о разрешении издания собственного журнала. Санкцию на создание журнала тиражом в 3 тыс. экз. дал В. М. Молотов. Планировалось издание журнала на арабском шрифте (на этом настоял Совет по делам религиозных культов). Все статьи в новом журнале должны были проходить двойное согласование: в ЦК Компартии Узбекской ССР и у Уполномоченного Совета по делам религиозных культов. Реально вышли только три «сдвоенных» номера — № 1/2 (1945 год на узбекском языке), № 3/4 (1946 год, тираж 5 тыс. экз. на узбекском и казахском языках, а также на фарси) и № 5/6 (1948 год, тираж 5 тыс. экз.). Номера журнала появлялись с большим опозданием, часть тиража распространялась за границей. По мнению историка В. А. Ахмадуллина, настояв на издании журнала арабским шрифтом, советские власти стремились избежать их распространение в среде советской молодёжи, которая арабского алфавита в школе не изучала;
- «Мусульмане Советского Востока» («Совет Шарк мусулмонлари», «аль-Муслимуна фи-ль-Иттихад ас-Суфьяти»). Издавался САДУМ. Выходили 4 номера в год с июля 1968 года. Издавался до 1991 года. Выходил на узбекском, арабском (с 1969 года), английском (с 1974 года), французском (с 1974 года), фарси (с 1980 года), на дари (с 1984 по 1988 годы) и на русском (с 1990 года). В 1991 году журнал был переименован в «Мусульмане Мовароуннахара».

По мнению историка В. А. Ахмадуллина, оба журнала были ориентированы на иностранцев. Журналы САДУМ должны были демонстрировать им ложные сведения о наличии в СССР свободы совести.
Содержание номеров обоих журналов САДУМ находилось под полным контролем советских властей, которые определяли какие материалы в них будут опубликованы. «Журнал Духовного управления народов Средней Азии и Казахстана» отличался статьями на «патриотическую тематику» Например, в № 3/4 Журнала были статьи со следующими названиями: «Обращение т. Сталина по поводу окончания войны»; «Великая историческая победа», «Обращение т. Сталина о разгроме Японии»; «Генерал-майор Сабир Рахимов», «О патриотической работе казахского духовничества»; «Обязанности перед Родиной мусульманского духовенства за данный период».
Другие духовные управления мусульман тоже просили разрешить им выпускать свои собственные периодические издания, но безуспешно. В 1949 году председатель Духовного управления мусульман Северного Кавказа Х. К. Гебеков просил о разрешении выпускать журнал. Совет по делам религиозных культов отказал Гебекову, мотивируя своё решение тем, что в Дагестанской АССР нет типографии с арабским шрифтом и грамотных корреспондентов, а языков много.

## Издания Корана в СССР

Первое советское легальное издание Корана на арабском языке (1956 год)
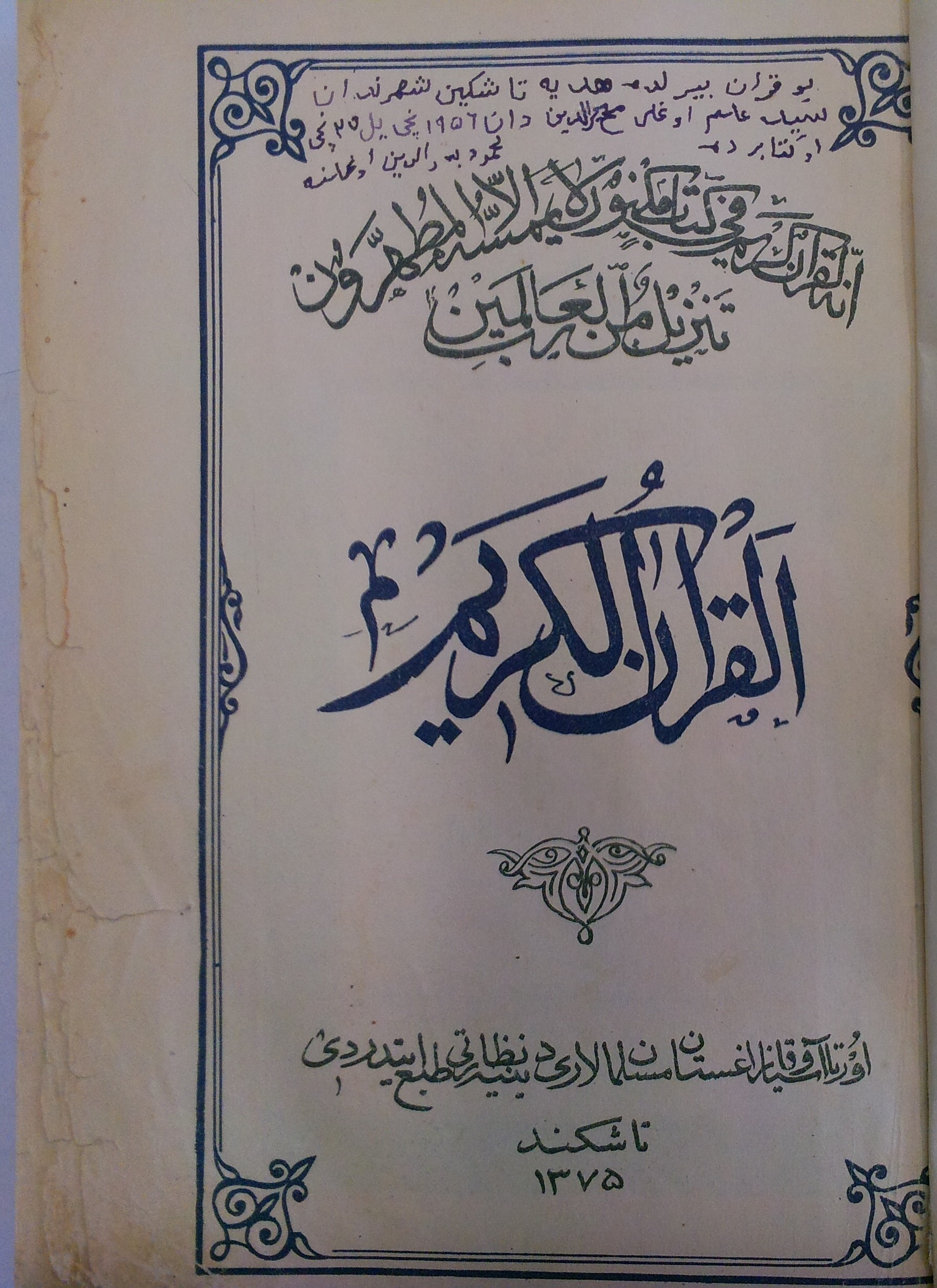
Титульный лист первого издания Корана
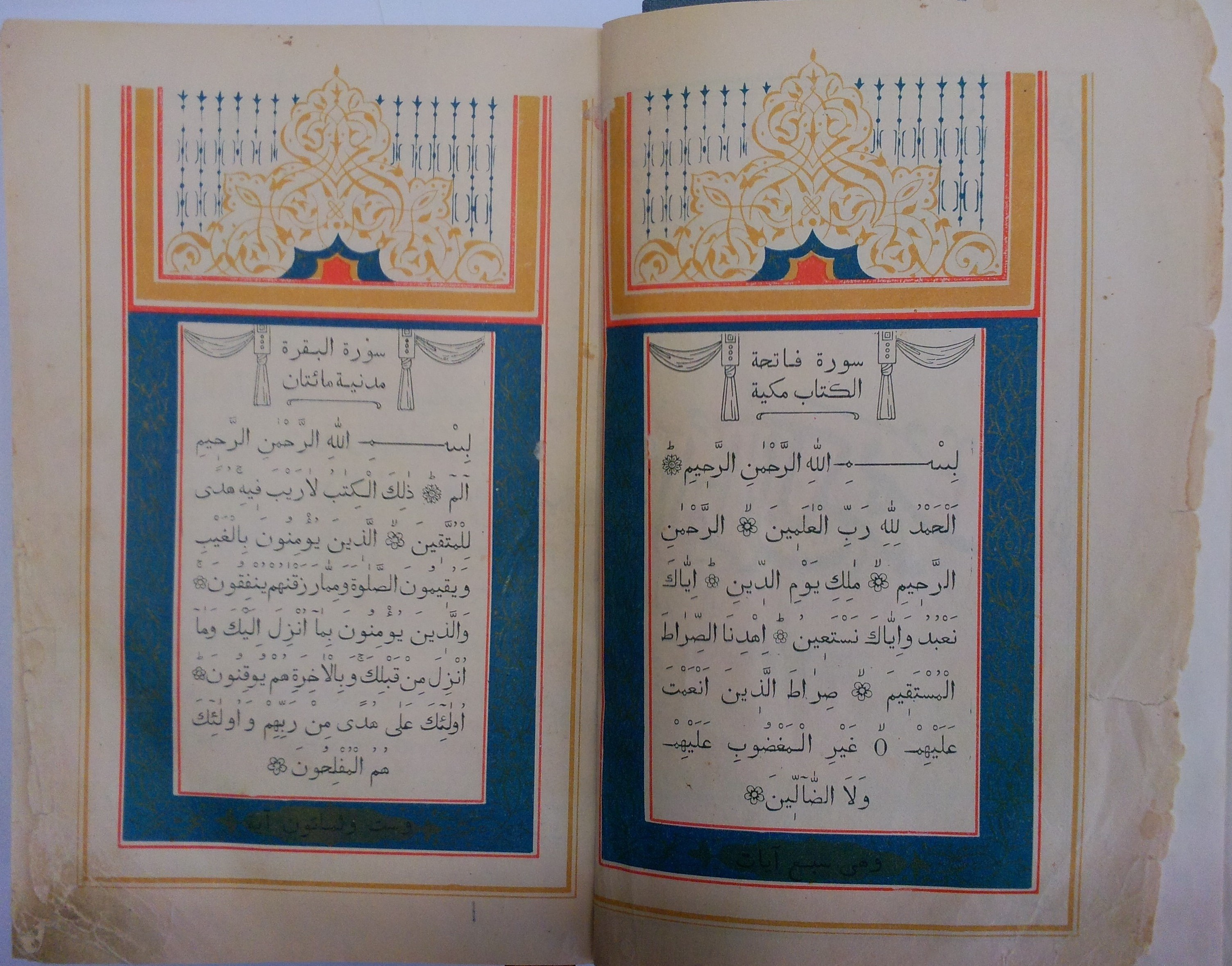
Разворот
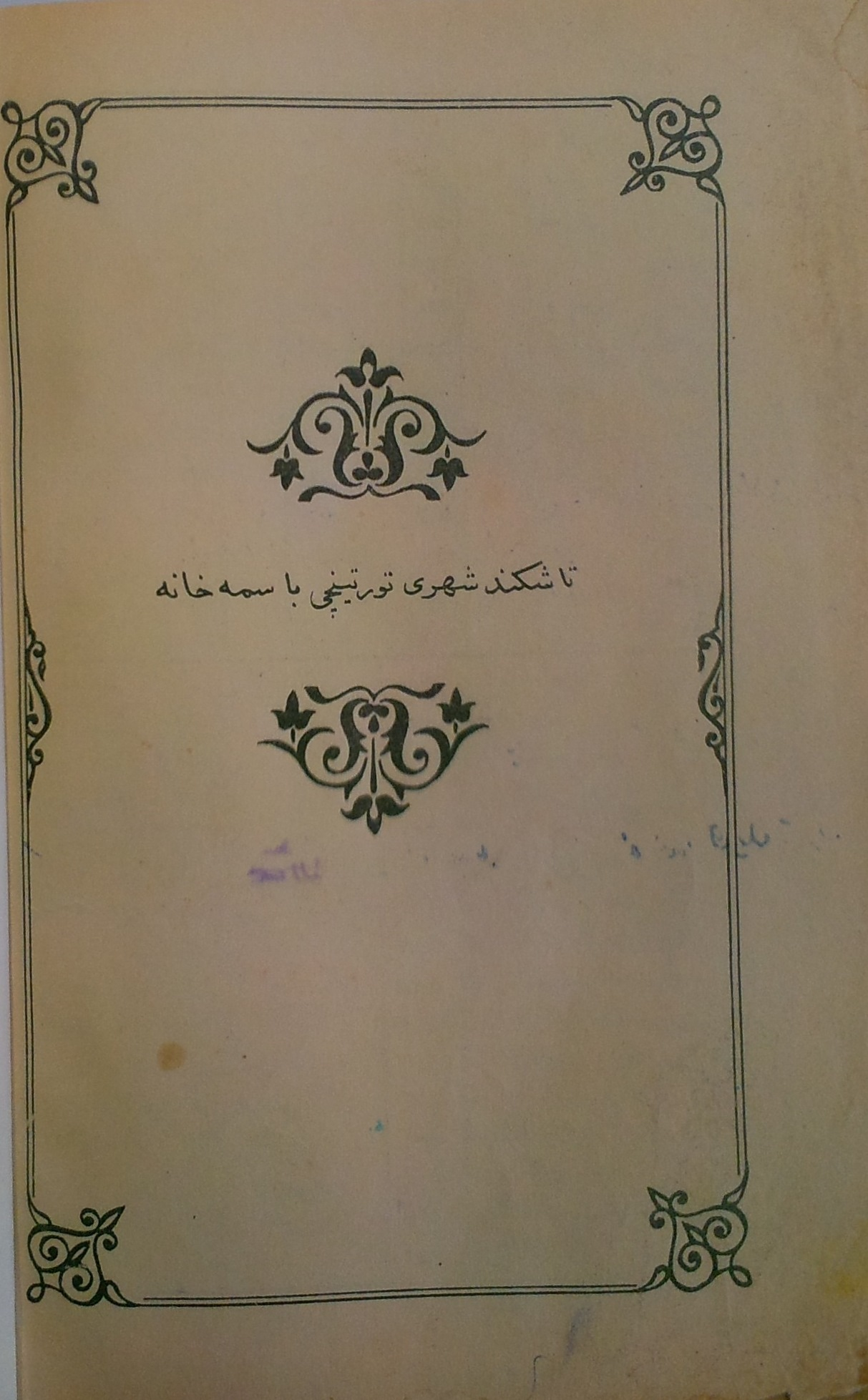
Один из листов

После Гражданской войны мусульманское духовенство столкнулось с нехваткой религиозной литературы. Официальных (то есть зафиксированных Книжной палатой СССР) изданий Корана с 1917 по 1954 годы не было в СССР. Советские религиозные организации уже в довоенный период не имели права самостоятельно издавать литературу. В середине 1920-х годов Центральное духовное управление мусульман пыталось организовать выпуск афтияка (одна седьмая часть Корана) тиражом в 50 тысяч экземпляров, но из них в 1927 году было разрешено напечатать только 15 тысяч книг. Эти книги и вышедшая тогда же брошюра «Вера ислама» (12 тысяч экземпляров) на долгие годы стали единственными религиозными публикациями советских мусульман.
Дореволюционные издания Корана (и других религиозных книг) арабским шрифтом в 1920-е — 1930-е годы изымались у населения и уничтожались (впрочем, многие семьи их смогли утаить). Муфтий Р. Фахретдинов писал М. И. Калинину, что «во время сбора в Татарской и Башкирской республиках старого железного лома, тряпья, словом утильсырья, во многих деревнях, в виде этого утильсырья у мулл и рядовых верующих были отбираемы экземпляры священного Корана и вообще книги религиозного содержания».
Практика изъятия книг на арабском шрифте встречалась и в послевоенный период. Уполномоченный Совета по делам религиозных культов по Башкирской АССР в 1952 году выявил в библиотеке Духовного управления мусульман Европейской части СССР и Сибири 74758 экземпляров книг на арабском и иных языках, которые заставил сложить в подвал Управления для дальнейшего уничтожения. Впрочем книги уничтожены не были. В 1970 году при выселении на равнину ягнобцев из горных кишлаков, по воспоминаниям переселенца Хидоятулло Атовуллоева, у выселяемых были отобраны все найденные книги «на арабском языке» (в том числе старинные рукописи), которые завязали в мешок и выбросили в реку.
В послевоенном СССР мусульманское духовенство столкнулось с дефицитом экземпляров Корана, которых не хватало даже для обеспечения немногих зарегистрированных властями мечетей. Например, в 1954 году в Башкирской АССР «легальный» экземпляр Корана был только один (у муфтия), а муллы действовавших зарегистрированных мечетей в этой республике не имели ни одного экземпляра Корана. Выпускать же Коран власти в послевоенные годы по-прежнему длительное время не разрешали. В 1949 году власти СССР отклонили просьбу Председателя Духовного управления мусульман Европейской части СССР и Сибири по изданию афтияка.
В 1956 году в СССР был впервые издан Коран на арабском языке тиражом в 3 тыс. экз. (из них 400 экз. САДУМ было разрешено разослать в качестве подарков за границу). Изданный Коран быстро разошёлся по мечетям. В июле 1957 года на складе Духовного управления мусульман Европейской части СССР и Сибири из 1 тыс. экземпляров Корана, присланных из Ташкента, остались только 63 книги. Остальные книги в большинстве (870 экземпляров) были розданы мусульманским общинам, а оставшиеся были отправлены советским государственным органам (например, 10 экземпляров получило Министерство культуры СССР). Многие экземпляры были посланы за границу. Например, 600 экземпляров получили мусульмане Болгарии.
До 1984 года в документах Книжной палаты — органа, который регистрировал всю выходящую в СССР литературу — не значится ни одно издание Корана на арабском языке. С 1984 года Коран на арабском языке в СССР издавался 22 раза в следующих городах: Москва, Ленинград, Казань, Уфа, Баку, Алма-Ата, Душанбе, Майкоп и Калинин.

## Издание мусульманских книг в СССР
В 1920-е годы небольшими тиражами нелегально выходила в СССР мусульманская литература. С 1918 по 1923 годы в Советской России нелегально вышло несколько десятков наименований мусульманские книги анонимных авторов. Были случаи издания за рубежом мусульманской литературы и ввоза её в Советский Союз. Такие действия жёстко пресекались советскими властями. В 1923 году в Берлине была издана антимарксистская «Азбука ислама» тиражом 5 тыс. экз. М. Бигеева, который предполагал 2 тыс. экз. книги распространить нелегально среди советских мусульман. Бигеев был арестован советскими властями и отпущен под обязательство не распространять свою книгу.
В послевоенный период до конца 1980-х годов легальное мусульманское книгоиздание в России прекращается почти полностью. Крайне редко духовным авторитетам удавалось небольшими тиражами издать книги, причём после цензурной правки. В 1945 году муфтий Габдрахман Расулев добился издания тиражом 5 тыс. экземпляров своей книги «Ислам Дини» (причём из рукописи изъяли раздел с молитвами). Ещё хуже обстояли дела с изданием мусульманских календарей — не хватало людей, способных набирать арабские буквы, в результате чего календари печатали литографически. Переписка с Советом по делам религиозных культов об издании календаря на следующий год начиналась сразу после выхода календаря текущего года и продолжалась около года: требовалось согласовать текст и пройти экспертизу.
Кроме того, под контролем советских властей духовные управления мусульман выпускали непериодическую литературу, которая должна была показать наличие в СССР свободы совести — альбомы и книги о жизни советских мусульман для распространения за рубежом.
В послевоенном СССР вплоть до 1990 года духовные управления мусульман (как и другие религиозные организации) фактически не могли создавать собственные издательства для выпуска религиозной литературы. Ситуация изменилась в 1990—1991 годах, когда появилось несколько частных мусульманских издательств. Например, в Тюмени в 1991 году заработало частное издательство «Рахман». Но основной поток мусульманской религиозной литературы (причём раздаваемой бесплатно) в 1990—1991 годах хлынул из-за рубежа — из Саудовской Аравии, Турции, ОАЭ. В этих государствах были созданы типографии, которые печатали мусульманскую религиозную литературу на русском языке, так как арабского языка большинство советских мусульман не знало. Например, в Кабардино-Балкарии в 1990-е годы большая часть мусульманских изданий распространялась на русском языке, а большинство владельцев старинных арабографичных книг было не в состоянии их даже прочесть.
В 1989—1990 годах лишь в одной Саудовской Аравии были открыты пять типографий для издания мусульманской религиозной литературы на русском языке. Такие же типографии заработали в Турции и ОАЭ. Объём выпускаемой ими мусульманской русскоязычной литературы был велик, причём книги выходили с пометками о том, что они предназначены исключительно для бесплатного распространения. Только пять саудовских типографий в 1991 году напечатали 391 наименование мусульманской религиозной литературы на русском языке суммарным тиражом в 2 млн экземпляров.